# 湯本駅
湯本駅（ゆもとえき）は、福島県いわき市常磐湯本町天王崎にある東日本旅客鉄道（JR東日本）常磐線の駅である。事務管コードは▲421132。

## 歴史
- 1897年（明治30年）2月25日：日本鉄道の駅として開業[2]。
- 1906年（明治39年）11月1日：日本鉄道が国有化され、官設鉄道の所属となる[2]。
- 1909年（明治42年）10月12日：線路名称の制定により、常磐線の所属となる。
- 1949年（昭和24年）6月1日：日本国有鉄道が発足。
- 1967年（昭和42年）3月：現在の駅舎に改築（4代目）[新聞 1]。
- 1986年（昭和61年）11月1日：貨物の取り扱いを廃止[2]。駅南側にあるトモエ化学工業工場へ続く専用鉄道が存在した。
  - この専用線のほかに、1970年代前半まで当駅付近に存在した常磐炭礦（現在の常磐興産）の炭鉱へ続く専用線も存在した。
- 1987年（昭和62年）
  - 3月31日：貨物の取り扱いを再開[2]。ただし、貨物列車の発着はなく、設定のみの再開[2]。
  - 4月1日：国鉄分割民営化により、東日本旅客鉄道・日本貨物鉄道の駅となる[2]。
- 2004年（平成16年）10月6日：発車メロディが『シャボン玉』になる。
- 2005年（平成17年）3月21日：自動改札機導入。
- 2006年（平成18年）4月1日：日本貨物鉄道の駅が取扱実績のないまま廃止[報道 1]。
- 2009年（平成21年）3月14日：東京近郊区間の拡大に伴い、ICカード「Suica」の利用が可能となる[報道 2]。
- 2015年（平成27年）3月29日：駅舎の改良工事が完了し、新装開業[新聞 2]。副名称「フラガールと湯けむりに出逢える町」を導入[5][新聞 2]。
- 2020年（令和2年）3月14日：いわき駅発着の「ときわ」の運転区間短縮により、当駅も停車駅から除外される[報道 3]。
- 2021年（令和3年）10月7日：ブース型ワークスペース「STATION BOOTH」が開業[報道 4]。
- 2022年（令和4年）3月31日：みどりの窓口の営業を終了[6][7]。

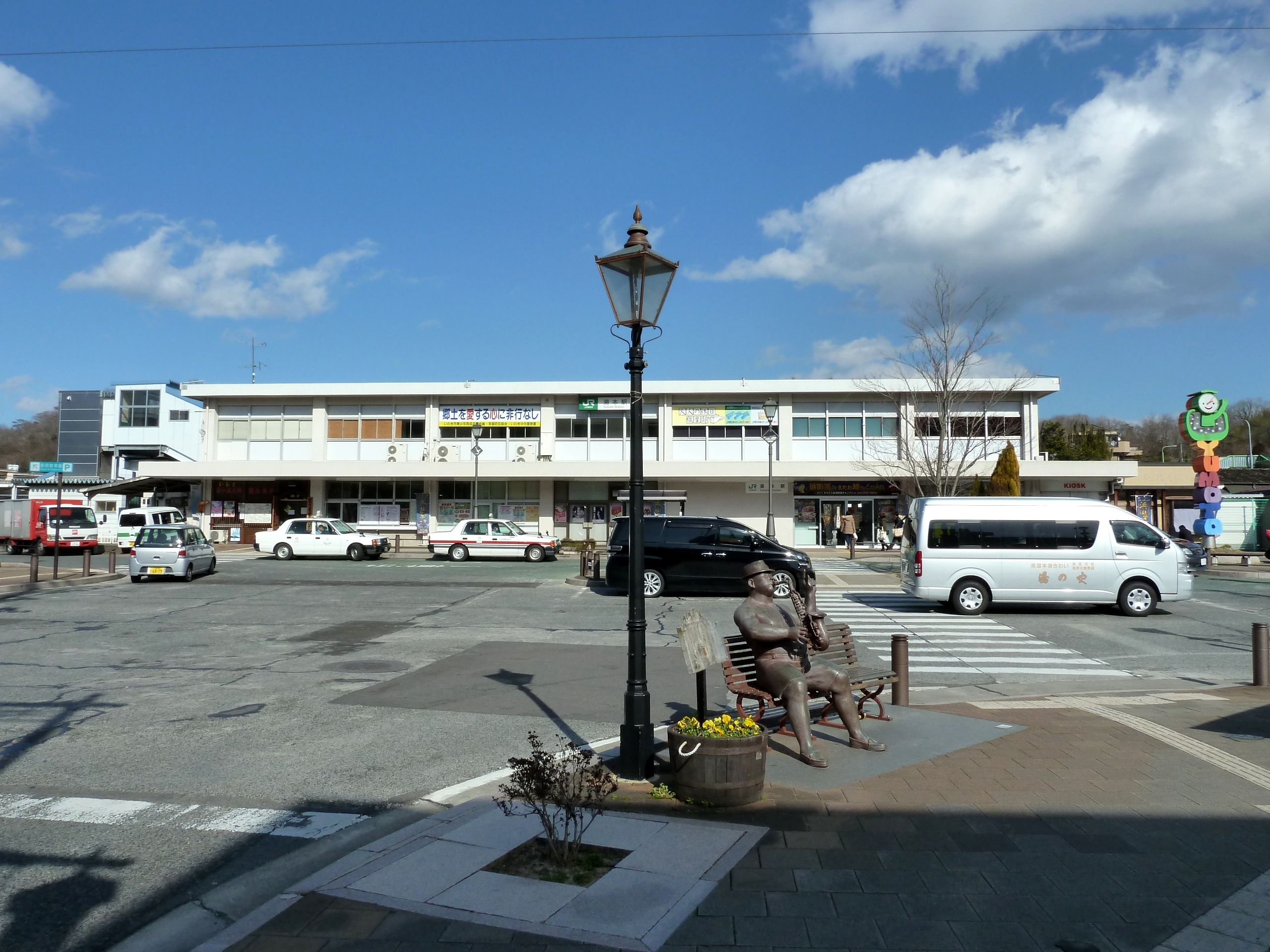
リニュアル前の駅舎（2011年3月）

## 駅構造
単式ホーム1面1線と島式ホーム1面2線、合計2面3線のホームを持つ地上駅である。下り線（1番線）ホームには足湯と手湯（足湯の裏側）がある。
JR東日本ステーションサービスが受託するいわき統括センター（いわき駅）管理の業務委託駅である。指定席券売機が設置されている。
2015年（平成27年）3月29日に改良工事が完成し、新装開業した。「エコステモデル駅」として、温泉熱を用いた暖房設備が導入されている。また、発光ダイオードによる照明や太陽光発電設備の導入がなされ、内装は地元産の木材とし、環境との調和が図られている。2階にはギャラリーが設けられ、地域の魅力を発信する場として利用できるようになっている。また、下り線ホームには足湯が設けられている。湯本第一中学校の生徒による手作りの木製駅名標がホーム柱に設置されている。

### のりば
| 番線 | 路線     | 方向 | 行先                   |
| ---- | -------- | ---- | ---------------------- |
| 1    | ■ 常磐線 | 下り | いわき・竜田・仙台方面 |
| 2    | ■ 常磐線 | 上り | 日立・水戸・上野方面   |
| 3    | ■ 常磐線 | 上り | 日立・水戸・上野方面   |

- 3番線は1日1本のみ使用する。
- 発車メロディは『シャボン玉』である。これは、楽曲の作詞者である野口雨情とゆかりが深いいわき湯本温泉の最寄り駅であるためである。

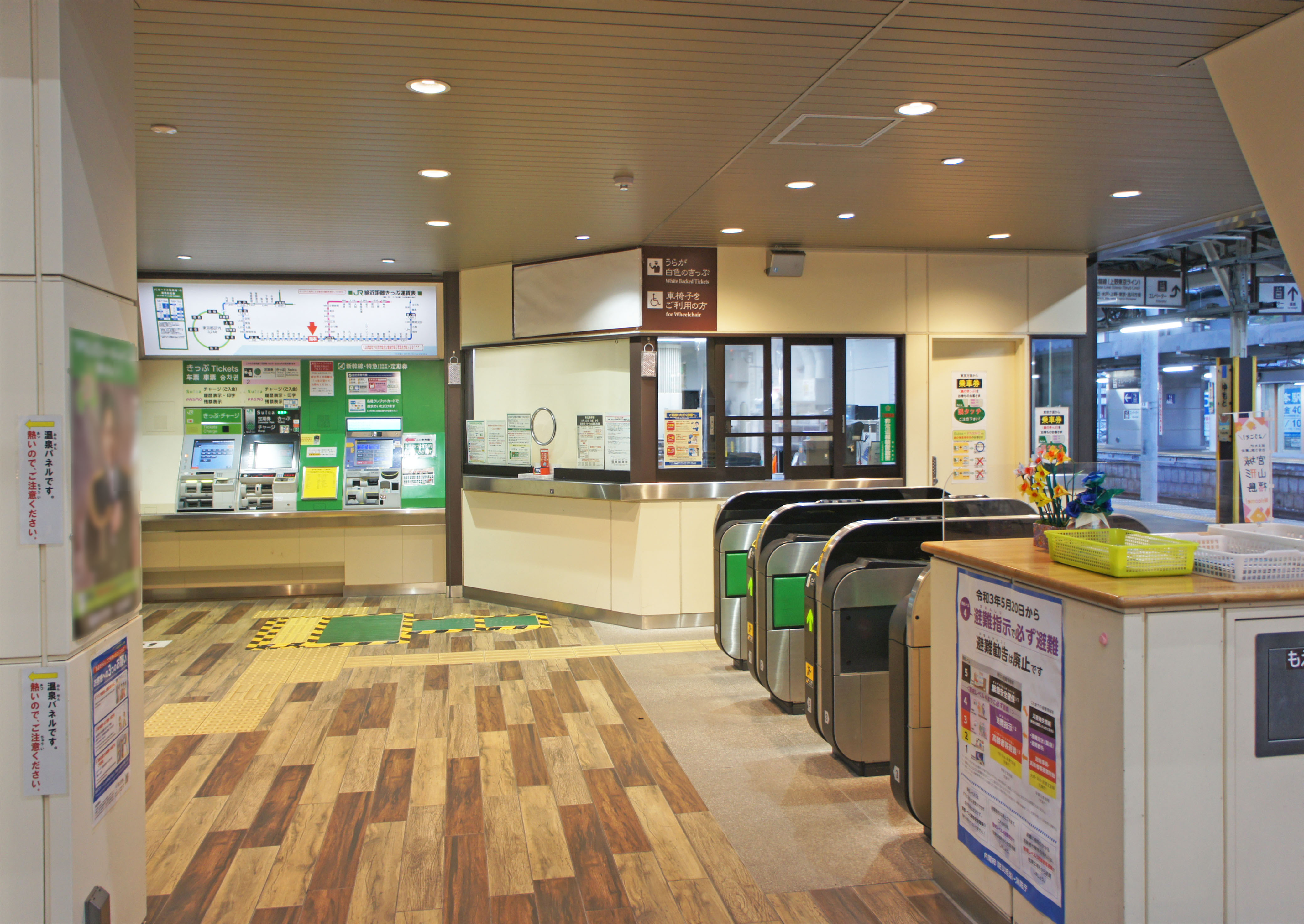
改札口と券売機（2022年4月）
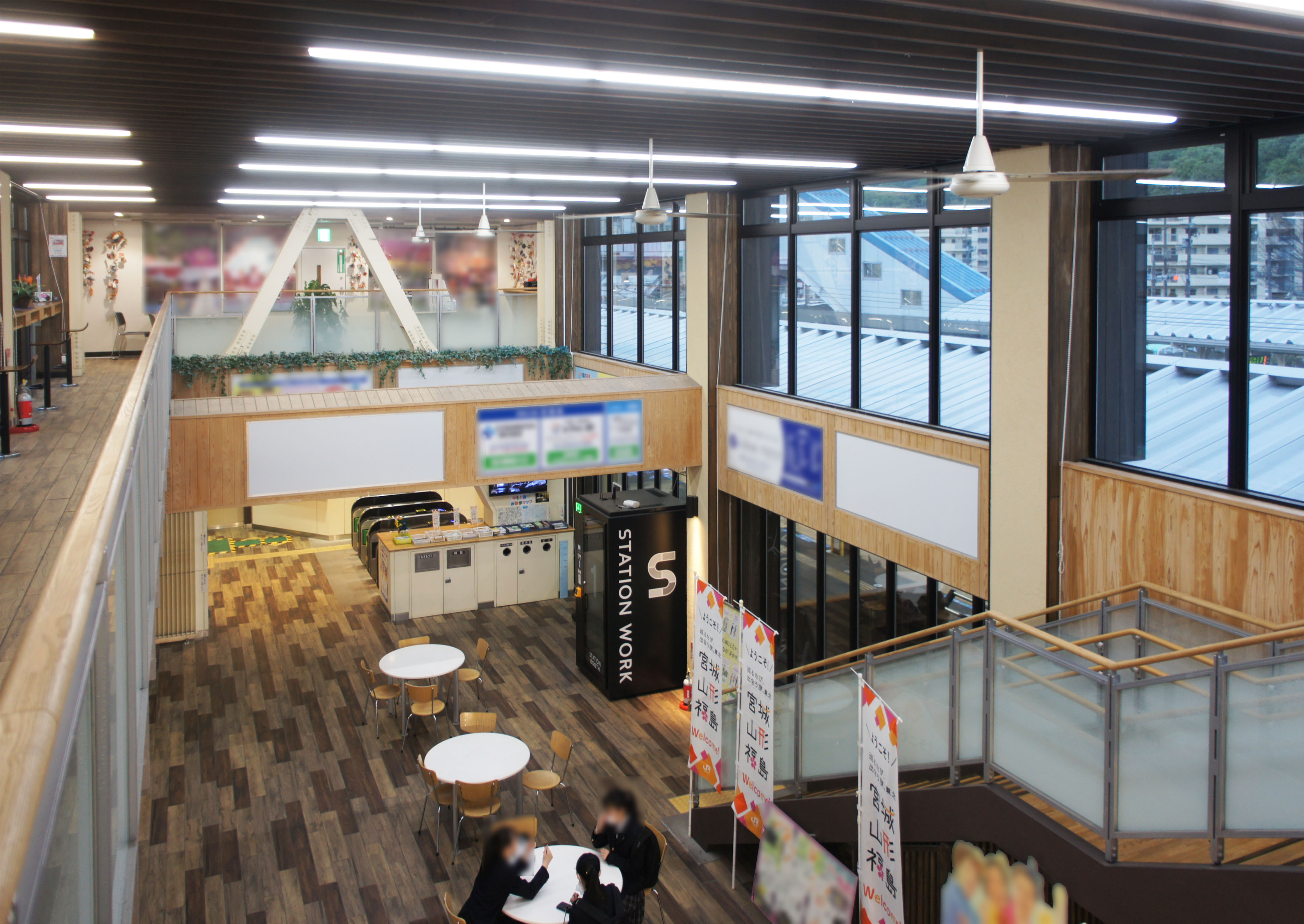
コンコース（2022年4月）
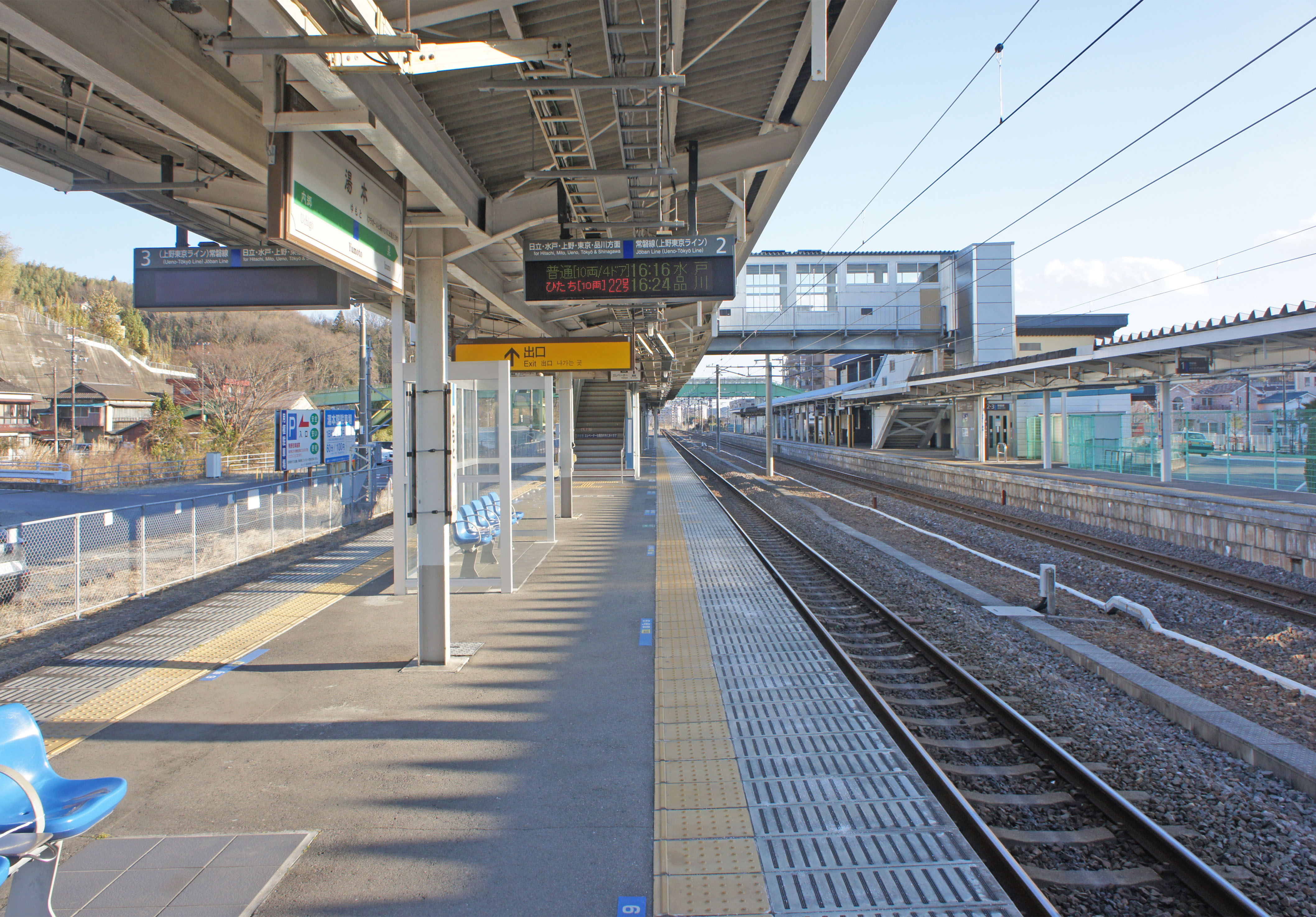
ホーム（2022年2月）
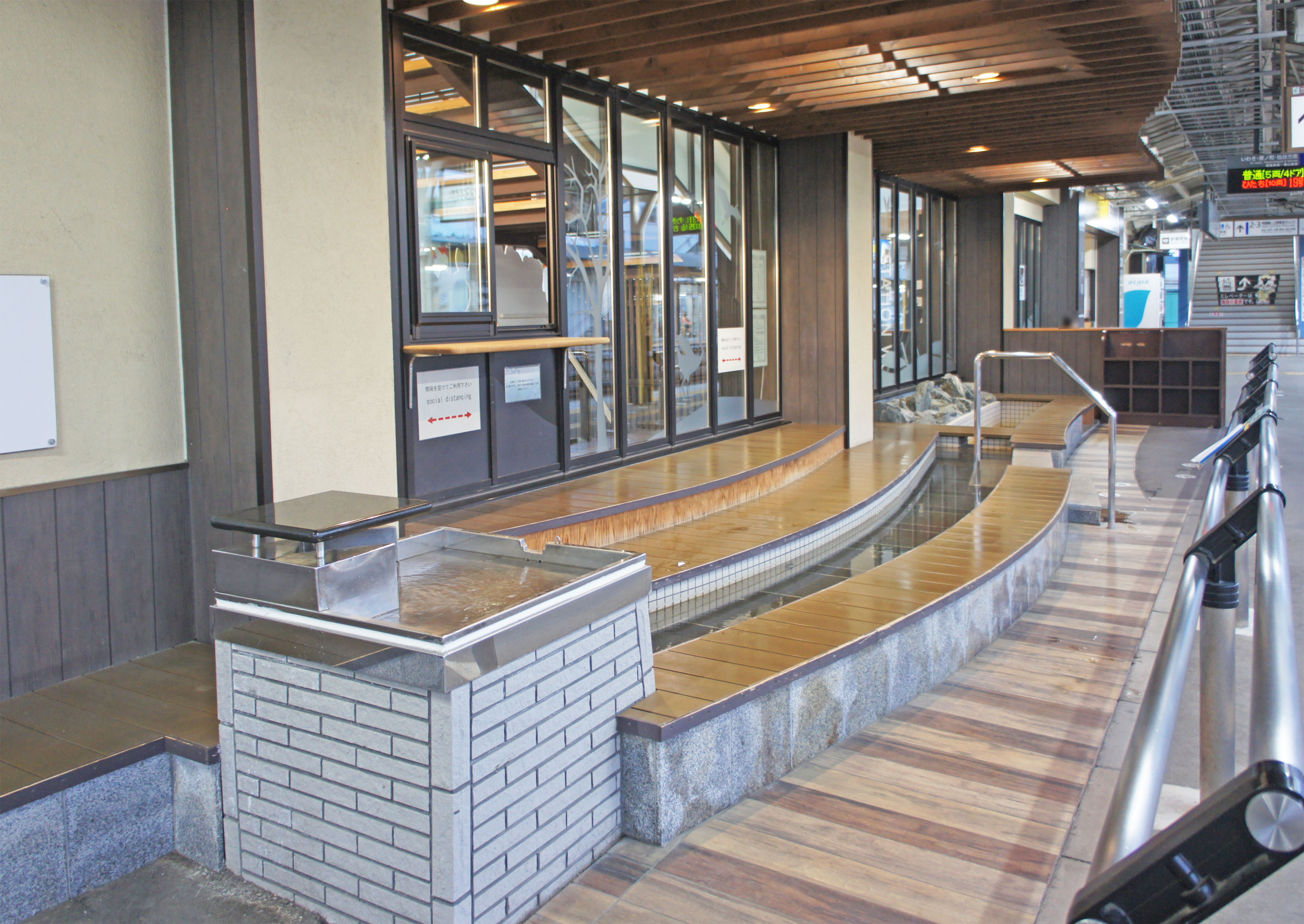
1番線ホームに設置されている足湯（2022年4月）
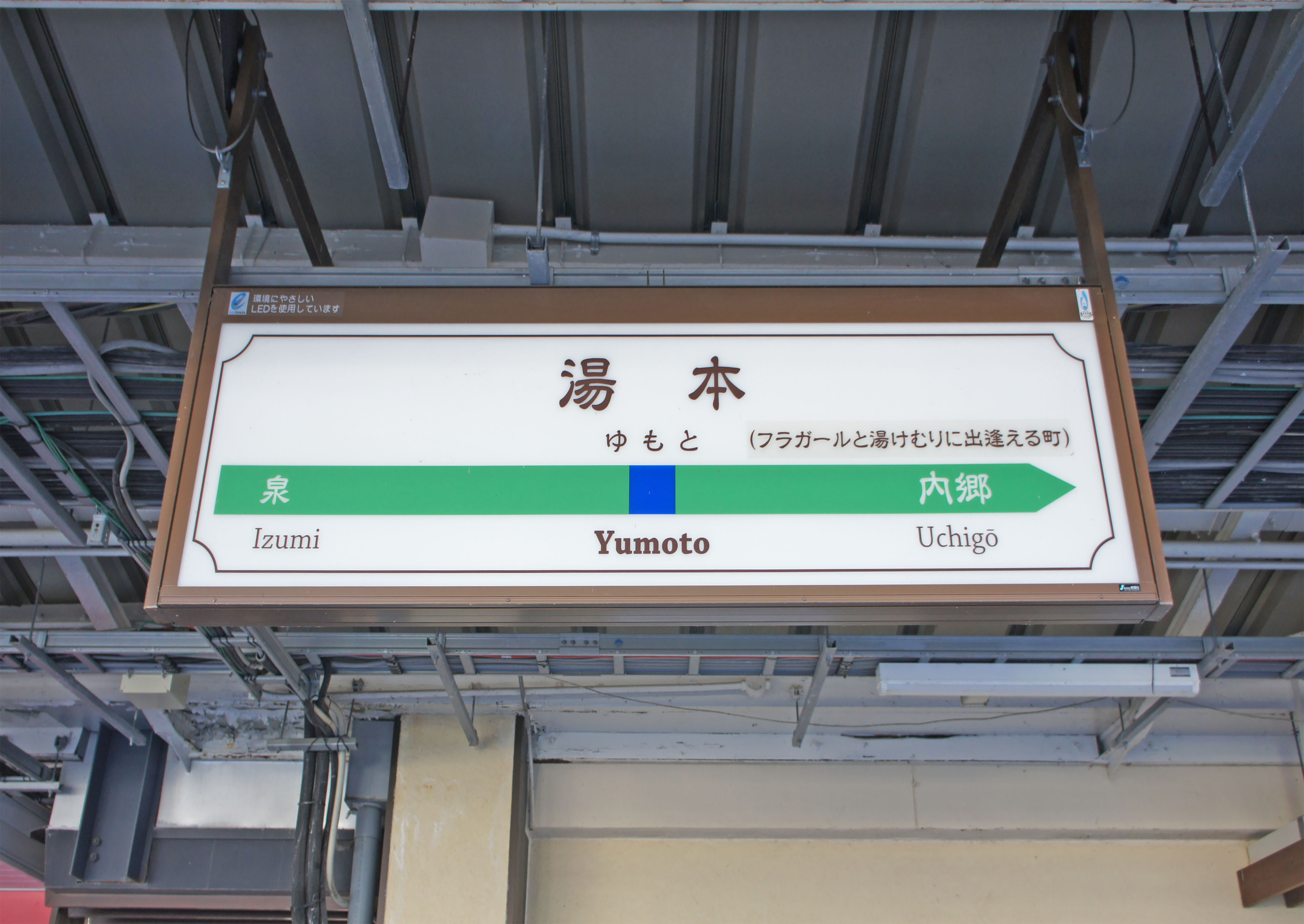
駅名標（2022年2月）

## 駅弁
主な駅弁は下記の通り。
- カジキソースカツ丼
- うに貝焼き弁当
- 浜街道 潮目の駅弁
- カニピラフ

ただし、JTB時刻表 2025年3月号には湯本駅の駅弁の掲載は無い。

## 利用状況
JR東日本によると、2023年度（令和5年度）の1日平均乗車人員は1,680人である。
2000年度（平成12年度）以降の推移は以下のとおりである。
| 1日平均乗車人員推移 | 1日平均乗車人員推移 | 1日平均乗車人員推移 | 1日平均乗車人員推移 | 1日平均乗車人員推移 |
| 年度                | 定期外              | 定期                | 合計                | 出典                |
| ------------------- | ------------------- | ------------------- | ------------------- | ------------------- |
| 2000年（平成12年）  |                     |                     | 3,277               | [ 利用客数 2 ]      |
| 2001年（平成13年）  |                     |                     | 3,125               | [ 利用客数 3 ]      |
| 2002年（平成14年）  |                     |                     | 2,873               | [ 利用客数 4 ]      |
| 2003年（平成15年）  |                     |                     | 2,728               | [ 利用客数 5 ]      |
| 2004年（平成16年）  |                     |                     | 2,549               | [ 利用客数 6 ]      |
| 2005年（平成17年）  |                     |                     | 2,384               | [ 利用客数 7 ]      |
| 2006年（平成18年）  |                     |                     | 2,384               | [ 利用客数 8 ]      |
| 2007年（平成19年）  |                     |                     | 2,351               | [ 利用客数 9 ]      |
| 2008年（平成20年）  |                     |                     | 2,272               | [ 利用客数 10 ]     |
| 2009年（平成21年）  |                     |                     | 2,145               | [ 利用客数 11 ]     |
| 2010年（平成22年）  |                     |                     | 2,002               | [ 利用客数 12 ]     |
| 2011年（平成23年）  |                     |                     | 1,659               | [ 利用客数 13 ]     |
| 2012年（平成24年）  | 730                 | 1,344               | 2,075               | [ 利用客数 14 ]     |
| 2013年（平成25年）  | 768                 | 1,370               | 2,139               | [ 利用客数 15 ]     |
| 2014年（平成26年）  | 802                 | 1,303               | 2,106               | [ 利用客数 16 ]     |
| 2015年（平成27年）  | 867                 | 1,360               | 2,228               | [ 利用客数 17 ]     |
| 2016年（平成28年）  | 825                 | 1,341               | 2,167               | [ 利用客数 18 ]     |
| 2017年（平成29年）  | 806                 | 1,308               | 2,115               | [ 利用客数 19 ]     |
| 2018年（平成30年）  | 775                 | 1,245               | 2,021               | [ 利用客数 20 ]     |
| 2019年（令和元年）  | 719                 | 1,196               | 1,915               | [ 利用客数 21 ]     |
| 2020年（令和02年）  | 408                 | 1,074               | 1,483               | [ 利用客数 22 ]     |
| 2021年（令和03年）  | 438                 | 1,012               | 1,451               | [ 利用客数 23 ]     |
| 2022年（令和04年）  | 572                 | 1,009               | 1,582               | [ 利用客数 24 ]     |
| 2023年（令和05年）  | 659                 | 1,020               | 1,680               | [ 利用客数 1 ]      |

## 駅周辺
いわき市が発足するまで、旧常磐市の代表駅だった。かつて周囲には常磐炭田が広がっていた。
- いわき湯本温泉
- スパリゾートハワイアンズ（旧・常磐ハワイアンセンター）
- 温泉神社
- 湯本川
- いわき市常磐市民会館
- いわき市石炭・化石館（駅から数分。線路脇）
- いわき市役所常磐支所
- 湯本駅前郵便局
- 福島県立いわき湯本高等学校
- 常磐郵便局
- 福島県道20号いわき上三坂小野線（旧国道6号）
- 福島県道14号いわき石川線（御斎所街道）
- 福島県道48号江名常磐線
- 福島県道56号常磐勿来線
- 常磐自動車道 いわき湯本インターチェンジ（御斎所街道経由で4キロメートルあまり）
- アエラホーム いわき店
- いわき市の野外彫刻（湯本駅前周辺に7体設置されている）
- 21世紀の森公園（いわきグリーンスタジアム）
- 国立病院機構いわき病院

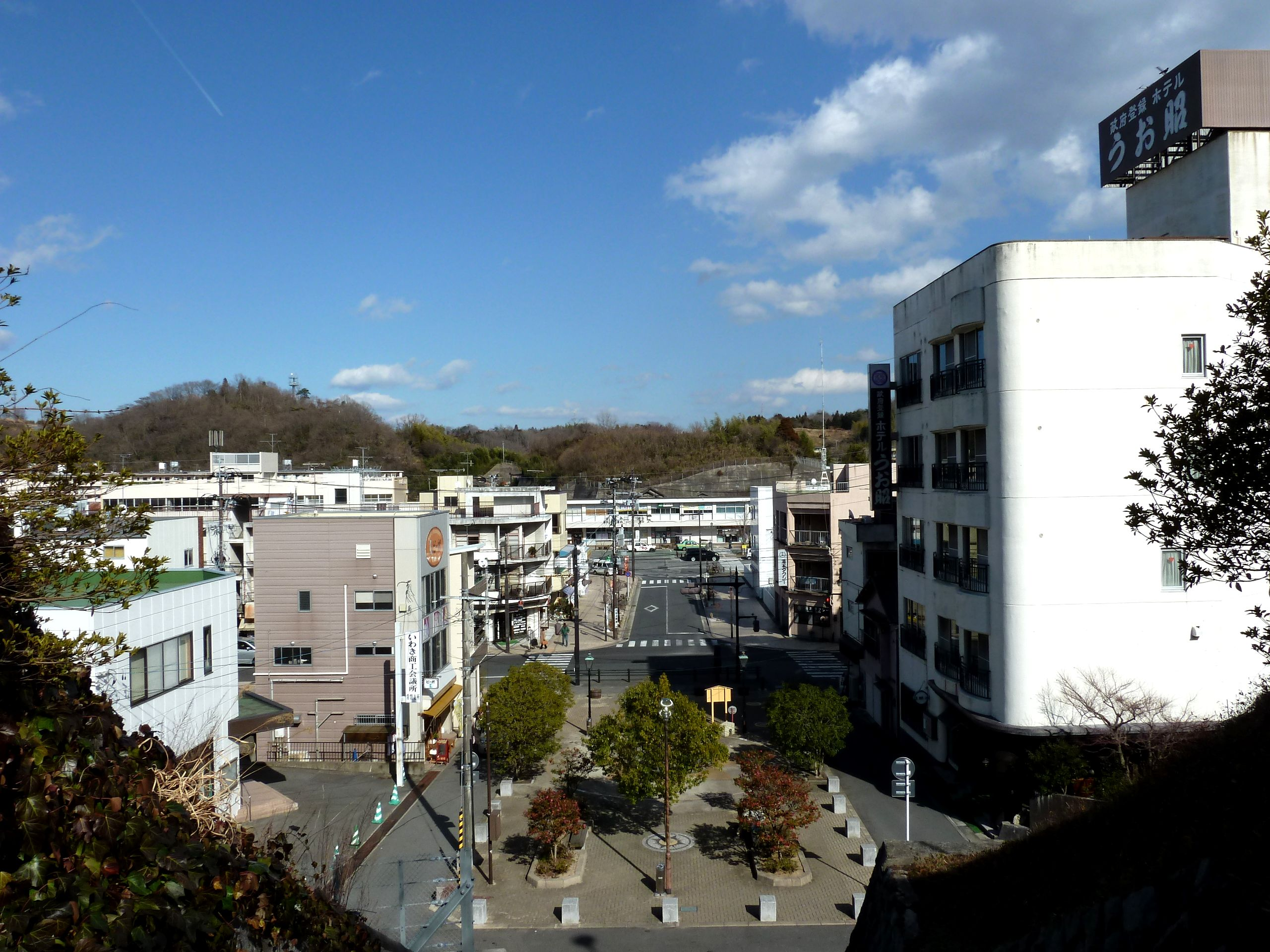
御幸山公園の階段から見た湯本駅前（2011年3月）
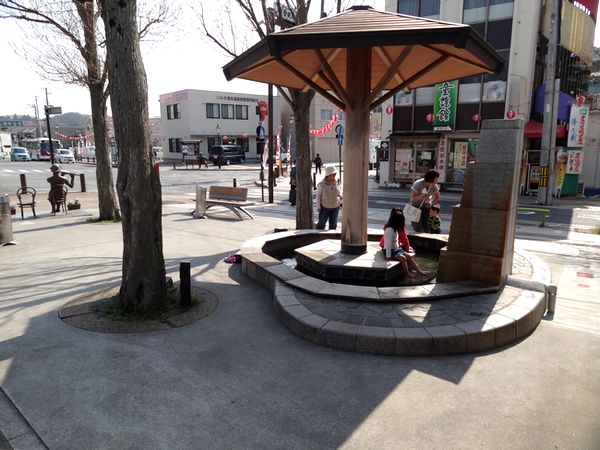
駅前にある足湯（2015年3月）

## バス路線
| のりば   | 運行事業者 | 行先                                  | 出典          |
| 湯本駅前 |            |                                       |               |
| -------- | ---------- | ------------------------------------- | ------------- |
| 1        | 新常磐交通 | 小野田・湯本高校                      | [ 10 ]        |
| 2        | 新常磐交通 | 根岸                                  | [ 10 ]        |
| 3        | 新常磐交通 | - 小名浜 - （直行）イオンモール小名浜 | [ 10 ] [ 11 ] |
| 4        | 新常磐交通 | いわき駅前                            | [ 10 ]        |
| 5        | 新常磐交通 | いわき光洋高校                        | [ 10 ]        |
| 湯本東口 |            |                                       |               |
|          | 新常磐交通 | - 小名浜方面 - いわき駅方面           | [ 10 ]        |

## 隣の駅
東日本旅客鉄道（JR東日本）
■常磐線
- 特急「ひたち」停車駅

■普通
泉駅 - 湯本駅 - 内郷駅

### 記事本文

#### 報道発表資料
1. ↑  『貨物駅の廃止及び呼称の統一について』（PDF）（プレスリリース）日本貨物鉄道、2006年3月16日。オリジナルの2021年3月17日時点におけるアーカイブ。2021年3月17日閲覧。
2. ↑  『Suicaをご利用いただけるエリアが広がります。』（PDF）（プレスリリース）東日本旅客鉄道、2008年12月22日。オリジナルの2020年5月24日時点におけるアーカイブ。2020年5月25日閲覧。
3. ↑  『2020年3月ダイヤ改正について』（PDF）（プレスリリース）東日本旅客鉄道水戸支社、2019年12月13日、2頁。オリジナルの2019年12月13日時点におけるアーカイブ。2020年1月20日閲覧。
4. ↑  『「常磐線くらしデザインプロジェクト」拡大中! 日立駅と湯本駅に新たに『STATION BOOTH』が開業します!』（PDF）（プレスリリース）東日本旅客鉄道水戸支社、2021年10月1日。オリジナルの2021年10月1日時点におけるアーカイブ。2022年5月6日閲覧。

#### 新聞記事
1. ↑  「湯本駅本屋の改築完成」『交通新聞』交通協力会、1967年5月1日、2面。
2. 1 2 3 4  「湯本駅の全面改築完了 ホームに足湯」『福島民報』福島民報社、2015年3月30日。

### 利用状況
1. 1 2  “各駅の乗車人員（2023年度）”.   東日本旅客鉄道. 2024年7月21日閲覧。
2. ↑  “各駅の乗車人員（2000年度）”.   東日本旅客鉄道. 2019年3月5日閲覧。
3. ↑  “各駅の乗車人員（2001年度）”.   東日本旅客鉄道. 2019年3月5日閲覧。
4. ↑  “各駅の乗車人員（2002年度）”.   東日本旅客鉄道. 2019年3月5日閲覧。
5. ↑  “各駅の乗車人員（2003年度）”.   東日本旅客鉄道. 2019年3月5日閲覧。
6. ↑  “各駅の乗車人員（2004年度）”.   東日本旅客鉄道. 2019年3月5日閲覧。
7. ↑  “各駅の乗車人員（2005年度）”.   東日本旅客鉄道. 2019年3月5日閲覧。
8. ↑  “各駅の乗車人員（2006年度）”.   東日本旅客鉄道. 2019年3月5日閲覧。
9. ↑  “各駅の乗車人員（2007年度）”.   東日本旅客鉄道. 2019年3月5日閲覧。
10. ↑  “各駅の乗車人員（2008年度）”.   東日本旅客鉄道. 2019年3月5日閲覧。
11. ↑  “各駅の乗車人員（2009年度）”.   東日本旅客鉄道. 2019年3月5日閲覧。
12. ↑  “各駅の乗車人員（2010年度）”.   東日本旅客鉄道. 2019年3月5日閲覧。
13. ↑  “各駅の乗車人員（2011年度）”.   東日本旅客鉄道. 2019年3月5日閲覧。
14. ↑  “各駅の乗車人員（2012年度）”.   東日本旅客鉄道. 2019年3月5日閲覧。
15. ↑  “各駅の乗車人員（2013年度）”.   東日本旅客鉄道. 2019年3月5日閲覧。
16. ↑  “各駅の乗車人員（2014年度）”.   東日本旅客鉄道. 2019年3月5日閲覧。
17. ↑  “各駅の乗車人員（2015年度）”.   東日本旅客鉄道. 2019年3月5日閲覧。
18. ↑  “各駅の乗車人員（2016年度）”.   東日本旅客鉄道. 2019年3月5日閲覧。
19. ↑  “各駅の乗車人員（2017年度）”.   東日本旅客鉄道. 2018年7月6日閲覧。
20. ↑  “各駅の乗車人員（2018年度）”.   東日本旅客鉄道. 2019年7月12日閲覧。
21. ↑  “各駅の乗車人員（2019年度）”.   東日本旅客鉄道. 2020年7月12日閲覧。
22. ↑  “各駅の乗車人員（2020年度）”.   東日本旅客鉄道. 2021年7月24日閲覧。
23. ↑  “各駅の乗車人員（2021年度）”.   東日本旅客鉄道. 2022年8月7日閲覧。
24. ↑  “各駅の乗車人員（2022年度）”.   東日本旅客鉄道. 2023年7月10日閲覧。